# Zeffie Tilbury
Zeffie Agnes Lydia Tilbury (Paddington, Londres, Inglaterra, 20 de novembro de 1863 – Los Angeles, Estados Unidos, 24 de julho de 1950) foi uma atriz britânica. Ela atuou em 72 filmes mudos entre 1917 e 1941.

## Filmografia selecionada
- The Avalanche (1919)
- Clothes (1920)
- The Single Standard (1929)
- Charlie Chan Carries On (1931)
- Arrest Bulldog Drummond (1939)